# Apicia vibicaria
Apicia vibicaria är en fjärilsart som beskrevs av Pieter Cramer 1775. Apicia vibicaria ingår i släktet Apicia och familjen mätare. Inga underarter finns listade i Catalogue of Life.